# Shaft (2000)
Shaft is een Amerikaanse actiefilm uit 2000 van John Singleton met in de titelrol Samuel L. Jackson en met verder onder meer Jeffrey Wright en Christian Bale.
De film is een vervolg op de gelijknamige film uit 1971. Hierin speelde Richard Roundtree het titelpersonage John Shaft, de oom van Jacksons gelijknamige personage in deze nieuwere film. Shaft senior is overigens kort te zien in dit vervolg, wederom gespeeld door Roundtree. De regisseur van het origineel, Gordon Parks, heeft een cameo, net als Singleton zelf.

## Verhaal
John Shaft (Samuel L. Jackson), rechercheur bij de politie van New York, onderzoekt de racistische moord op Trey Howard (Mekhi Phifer) door rijkeluiszoon Walter Wade junior (Christian Bale). Shaft spreekt getuige Diane (Toni Collette), maar zij verdwijnt spoorloos. Wade wordt op borgtocht vrijgelaten en vlucht naar Zwitserland.
Twee jaar later keert Wade terug, waarop Shaft hem arresteert. Op het politiebureau komt Wade in contact met drugsbaron Hernandez (Jeffrey Wright), die hij inschakelt om Diane te vinden. Wanneer Wade weer op borgtocht vrijkomt, neemt Shaft uit frustratie ontslag en besluit hij te proberen Wade op eigen houtje achter de tralies te krijgen. Ondertussen heeft Hernandez een aantal van Shafts ex-collega's omgekocht.

## Rolverdeling
| Acteur                | Personage         | Opmerkingen                      |
| --------------------- | ----------------- | -------------------------------- |
| Samuel L. Jackson     | John Shaft        | rechercheur politie van New York |
| Vanessa L. Williams   | Carmen Vasquez    | rechercheur politie van New York |
| Jeffrey Wright        | Peoples Hernandez | drugsbaron                       |
| Christian Bale        | Walter Wade jr.   | dader                            |
| Pat Hingle            | Dennis Bradford   | rechter                          |
| Busta Rhymes          | Rasaan            | taxichauffeur                    |
| Toni Collette         | Diane Palmeri     | getuige                          |
| Dan Hedaya            | Jack Roselli      | corrupte politieman              |
| Ruben Santiago-Hudson | Jimmy Groves      | corrupte politieman              |
| Mekhi Phifer          | Trey Howard       | moordslachtoffer                 |
| Lynne Thigpen         | Carla Howard      | Treys moeder                     |
| Philip Bosco          | Walter Wade sr.   | vader van Walter Wade jr.        |
| Sonja Sohn            | Alice             |                                  |
| Elizabeth Banks       | vrouw in bar      |                                  |
| Richard Roundtree     | John Shaft        | oom van Jacksons personage       |